# Falcione Kálmán
Falcione Kálmán (Zombor, 1883. február 25. – Szeged, 1975. február 24.) magyar katonatiszt, ügyvéd, a hazai sztálinista koncepciós perek egyikének fővádlottja.

## Élete
Zomborban született 1883-ban. Apja kereskedő, később szállítmányozási vállalkozó, föld- és háztulajdonos volt. Iskoláit szülővárosában végezte, érettségi után a katonai pályát választotta. 1904-ben végzett a Magyar Királyi Honvéd Ludovika Akadémián, amit hadnagyi rendfokozat birtokában hagyott el. Hivatásos szolgálatát Eszéken kezdte, majd Szegedre került, ahol elvégzett egy felsőtiszti tanfolyamot is. 1913-ban egy tanári tanfolyam elvégzése után a soproni magyar királyi honvéd főreáliskolába helyezték, ahol történelmet és földrajzot oktatott.
Az első világháború kitörésekor eszéki alakulatával a szerb frontra vezényelték, később az orosz frontra vitték, ahol 1916-ban hadifogságba esett. Miután sikerült megszöknie a habarovszki hadifogolytáborból, hamis papírokkal utazva 1917-re haza is jutott. Ezután egy ideig Pécsett szolgált, mint a honvéd hadapródiskola tanára és parancsnoki segédtisztje, majd a térség szerb megszállása után részint az iskola felszámolásában segédkezett, részint – nyelvismerete révén – tolmácsként dolgozott. Röviddel ezután, családjával együtt a szatymazi birtokára vonult vissza.
A nemzeti hadsereg megalakulásakor reaktiválta magát és őrnagyi rangban a szegedi magyar királyi honvéd vámőrkerület parancsnoki segédtisztje lett. Már 1914 előtt elkezdte a Magyar Királyi Pázmány Péter Tudományegyetemen jogi tanulmányait, s ebben az időszakban megszerezte az abszolutóriumát is. Hamarosan, mint tényleges tiszt, a jogi doktorátust is megkapta, majd nyugdíjba vonult a katonai szolgálattól, és 1925-ben Szegeden ügyvédi irodát nyitott.
A békeévekben aktívan vett részt a város közéletében: kerületi elnöke volt a Magyar Frontharcos Szövetségnek és elnökként irányította a Szegedi Testgyakorlók Körét, 1938-tól pedig Szeged város törvényhatósági bizottságának is a tagja lett. Ügyelt arra is, hogy tagságot viseljen a mindenkori kormánypártokban, politikai funkciókat azonban nem vállalt el.
A második világháború idején visszahívták a katonasághoz; a szegedi hadtestparancsnokságon irodai szolgálatot teljesített, alezredesi rangban. 1947 augusztusában, Pfeiffer Zoltánnal való találkozása után belépett a Magyar Függetlenségi Pártba (MFP), sőt a párt délvidéki szervezetének elnöki tisztjét is elvállalta. Országgyűlési képviselői mandátumot is szerzett ebben az évben, a Csongrád és Csanád megyei választókerületben.
Néhány hónappal később kilépett a Magyar Függetlenségi Pártból – kilépését hivatalosan 1947. november 18-án jelentették be –, ennek ellenére két nappal később az Országos Nemzeti Bizottság, az MFP mandátumainak törvénytelen megsemmisítésekor az ő megbízólevelét is érvénytelenítette.
Még ugyanazon a napon Szegeden letartóztatták, és a fizikai bántalmazások hatására nem sokkal később magára vállalta egy koncepciós per első rendű vádlottjának szerepét. A Szegedi Népbíróság 1948. február 7-én az államrend megdöntésére irányuló szervezkedésben és mozgalomban való részvétele vádjával 10 év fegyházbüntetésre és teljes vagyonelkobzásra ítélte. Másodfokon a Népbíróságok Országos Tanácsa a büntetés időtartamát a felére mérsékelte, azt azonban kénytelen volt letölteni – raboskodott a szegedi Csillagbörtönben, a budapesti Gyűjtőfogházban és a váci börtönben is.
1953-ban hivatalosan szabadon bocsátották, de még további egy évet internáló táborban kellett töltenie Hajdúbagoson, és még annak elteltét követően is csak rendőri felügyelet alá helyezve költözhetett haza családjához. Bár az ítéletét később megsemmisítették, őt magát pedig rehabilitálták, a sztálinista koncepciós eljárás utóhatásai haláláig elkísérték: bár utolsó éveit a politikától teljesen visszavonultan töltötte szatymazi birtokán, nyugdíjjogosultságot sosem állapítottak meg a számára.